# Краснов, Пётр Степанович
Краснов Пётр Степанович (род. 10 июля 1956, Малые Кошелеи, Комсомольский район, Чувашская АССР, РСФСР, СССР) — российский региональный (Чувашская Республика) государственный и политический деятель; организатор науки. Кандидат философских наук (1985). Депутат Государственного совета Чувашской Республики V — VII созывов (c 2011, «Единая Россия»).
Депутат Верховного совета Чувашской Республики XII созыва (1990—1993). Министр информации и печати Чувашской Республики (1994—1996); руководитель администрации президента Чувашской Республики (1996—2000, 2004—2005); заместитель председателя Кабинета министров Чувашской Республики (1996—2000, 2002—2004); министр социальной политики Чувашской Республики (2002—2004); министр культуры, по делам национальностей, информационной политики и архивного дела Чувашской Республики (2004—2007). Директор Чувашского государственного института гуманитарных наук (2016—2024).

## Биография

### Происхождение
Родился 10 июля 1956 года в чувашской семье деревни Малые Кошелеи Комсомольского района Чувашской Республики. Окончил Мало-Кошелеевскую 8-летнюю школу, среднюю школу села Комсомольское.
В 1978 году окончил Чувашский государственный университет имени И. Н. Ульянова по специальности «Физика». В 1978 году работал бетонщиком УМ № 1 треста «Спецстроймеханизация» Чувашского территориального управления строительства. С 1978 по 1979 год преподавал физику в Рябковской средней школе Чернушинского района Пермской области. С 1979 по 1982 год — инженер-математик отдела АСУ, социолог лаборатории социологических исследований Чебоксарского завода промышленных тракторов.
С 1982 по 1985 год проходил обучение в аспирантуре Института социологических исследований Академии наук СССР.

### Политическая и государственная деятельность
В конце 1980-х — начале 90-х годов П. С. Краснов был приверженцем чувашского национализма, состоял в рядах «Партии чувашского развития», боровшейся за независимое чувашское государство. В 1989 году Пётр Краснов был доверенным лицом кандидата в народные депутаты СССР Николая Фёдорова.
В 1990 году П. С. Краснов был избран депутатом Верховного совета Чувашской АССР XII созыва, был членом его президиума. C 1991 по 1993 год был председателем комиссии Верховного совета Чувашской ССР по средствам массовой информации, связям с общественными организациями и движениями граждан, изучению общественного мнения.
С 1993 по 1994 год — заместитель министра культуры и межнациональных отношений Чувашской Республики. С 1994 по 1996 год — министр информации и печати Чувашской Республики. С 1996 по 2000 год — руководитель Администрации президента Чувашской Республики; заместитель Председателя Кабинета министров Чувашской Республики — руководитель Администрации президента Чувашской Республики.
Краснов принимал участие в организации чувашского отделения партии «Единство»; с 2001 по 2002 год — председатель политического совета Чувашской региональной организации Общероссийской политической общественной организации «Партия „Единство“»; его заместителями были Ю. М. Кислов и В. М. Краснов. П. С. Краснов в 2001—2002 годах принимал участие также в организации чувашского отделения партии «Единая Россия».
С 2002 по 2004 год — заместитель председателя Кабинета министров Чувашской Республики — министр социальной политики Чувашской Республики. В 2004—2007 годы — министр культуры, по делам национальностей, информационной политики и архивного дела Чувашской Республики (одновременно с 2004 года по 2005 год — руководитель Администрации президента Чувашской Республики). С 1 февраля 2005 года в составе Координационного совета по культуре при Министерства культуры и массовых коммуникаций Российской Федерации. В  2005 - 2006 годы являлся членом коллегии Министерства культуры и массовых коммуникаций Российской Федерации.
2010—2011 годы — заместитель руководителя Территориального органа Федеральной службы государственной статистики по Чувашской Республике — Чувашии.
4 декабря 2011 года избран депутатом Госсовета Чувашии по единому избирательному округу от партии «Единая Россия» (Комсомольская региональная группа). С 15 декабря 2011 года — председатель комитета Госсовета Чувашии по социальной политике и национальным вопросам. Член президиума Госсовета Чувашии.
18 сентября 2016 года второй раз избран депутатом Госсовета Чувашии по единому избирательному округу от партии «Единая Россия» (Комсомольская региональная группа № 4). Член комитета Госсовета Чувашии по государственному строительству, местному самоуправлению, регламенту и депутатской этике; член Комитета Госсовета Чувашии по социальной политике и национальным вопросам.

### Научная деятельность

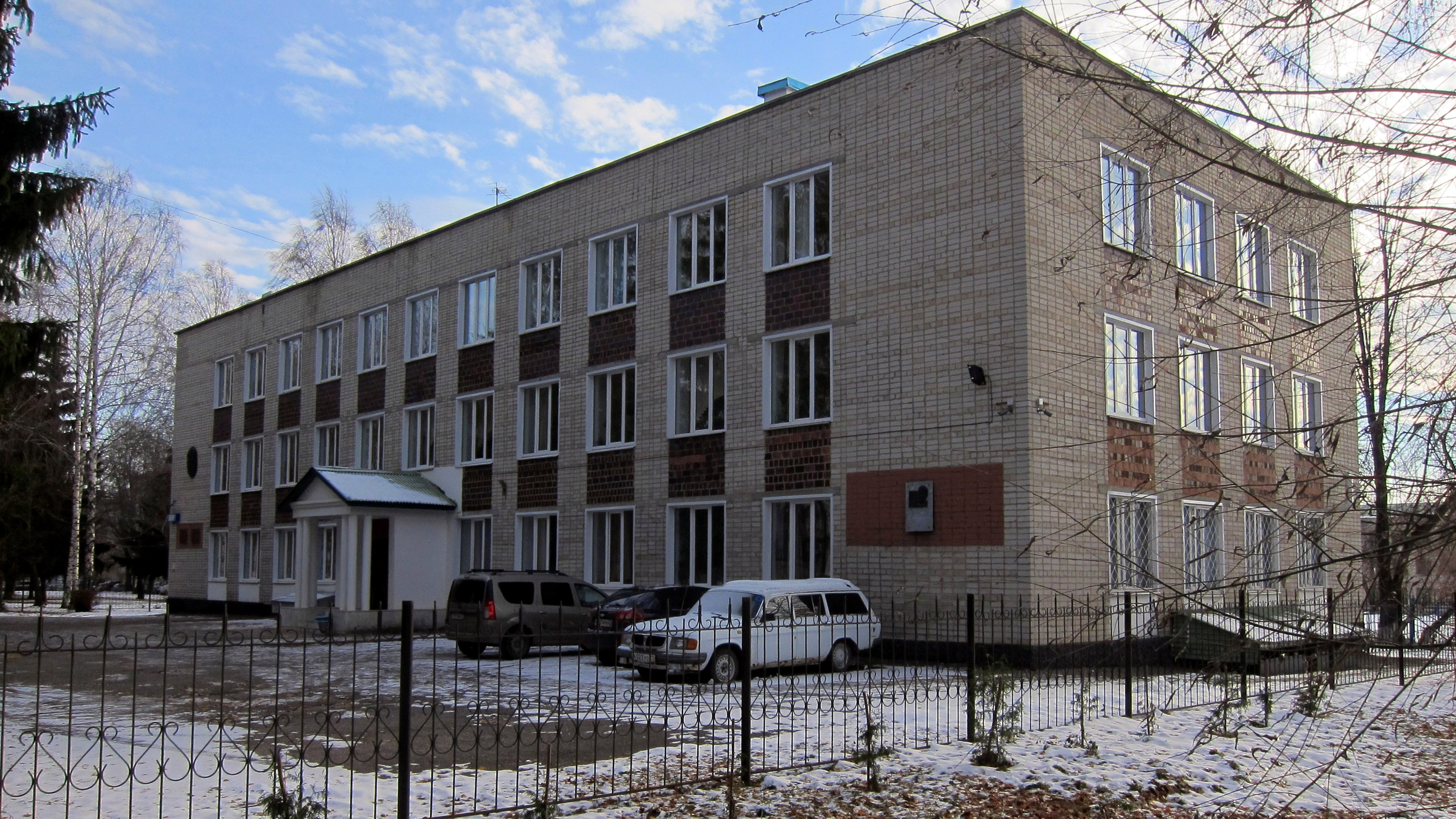
Здание ЧГИГН, которым П. С. Краснов руководил с 2016 по 2024

После окончания аспирантуры ИСИ АН СССР в 1985 году защитил кандидатскую диссертацию на тему «Социальные проблемы рабочего общежития: на материалах эмпирических исследований образа жизни трудящейся молодежи», став кандидатом философских наук. С 1985 по 1991 год работал старшим научным сотрудником Научно-исследовательского института языка, литературы, истории и экономики при Совете Министров Чувашской АССР.
В 1997 году прошёл обучение в Санкт-Петербургском государственном техническом университете по специальности «Экономика и управление на предприятии».
Распоряжением Председателя Кабинета Министров Чувашской Республики И. Моторина 14 декабря 2016 года П. С. Краснов был назначен на должность директора бюджетного научного учреждения Чувашской Республики «Чувашский государственный институт гуманитарных наук» Министерства образования и молодежной политики Чувашской Республики. В этой должности значился до апреля 2024 года.
Автор 2 книг, более 40 научных статей.

## Личная жизнь, убеждения

### Семья и личная жизнь
Постоянно проживает в городе Чебоксары. Женат, воспитывает дочь и сына. 
Супруга — Светлана Николаевна Краснова — хореограф, доцент кафедры народного художественного творчества Чувашского государственного института культуры и искусств, Заслуженный работник культуры Чувашской Республики; выпускница Куйбышевского института культуры; основательница (1985) Народного самодеятельного коллектива художественного творчества «Модерн» (Чебоксары); постановщик танцев в спектаклях Чувашского государственного академического драматического театра им. К. В. Иванова, Русского драматического театра, Чувашского государственного театра оперы и балета.
Дочь — выпускница Московского государственного университета печати по специальности «Реклама»; получила диплом с отличием; к 2013 году три года проживала за границей; в 2013 году училась в магистратуре в Республике Корея, в 2019 году поступила в докторантуру там же. Сын в 2013 году закончил 11 класс, в 2018 году — Чебоксарский кооперативный институт.
П. С. Краснов — член Союза журналистов России (1994), член политического совета Чувашского регионального отделения Всероссийской политической партии «Единая Россия». Председатель Попечительского совета БУ «Госистархив Чувашской Республики» Минкультуры Чувашии.
Согласно антикоррупционным декларациям об имуществе и доходах за 2014 и 2015 годы имел: доход 2 096 497 и 2 096 496 рублей; земельные участки: 19 839 м²; жилой дом: 65,4 м²; квартира: 133,75 м² (1/4); гараж: 54,2 м²; автомобиль легковой: Subaru.
Любимое блюдо — грибы.

### Убеждения, взгляды и общественная позиция
Пётр Краснов, в должности (2013) Председателя комитета Госсовета Чувашии по социальной политике и национальным вопросам, на вопрос: «Какая эволюция должна была произойти во взглядах, чтобы человек, который в молодости был одним из самых рьяных борцов за суверенитет республики, к зрелым годам был готов отказаться от самого понятия государства в основном законе Чувашии?», ответил: «эволюция взглядов, конечно, происходит», так как «человеку свойственно меняться с годами, с опытом, с приобретением знаний». «С другой стороны, что такое государство? Это большая группа людей, населенная территория, имеющая внешние границы. Государство имеет политическую систему, органы власти и целый ряд других институтов». В этом смысле, заявил Краснов, Чувашская Республика «не являлась, не является и никогда, надеюсь, не будет являться государством».
По словам журналиста Ю. С. Михайлова: «Атнер Петрович Хузангай, Геннадий Николаевич Архипов, Петр Степанович Краснов и другие депутаты прежде очень активно представляли интересы чувашского народа в республиканском парламенте, тогда еще — Верховном Совете Чувашской Республики».
Пётр Краснов депутату Госсовета Чувашии И. Ю. Молякову: «…одним из чемпионов по количеству жён в Государственной думе Российской Федерации Федерального собрания является Сергей Миронов, лидер партии „Справедливая Россия“: он только официально женат четыре раза. Это только официально, понимаете! Я бы на вашем месте его переизбрал — такой человек не имеет морального права возглавлять политическую всероссийскую партию».

### Примечательные факты
Пётр Краснов был одним из лидеров националистической «Партии чувашского развития» (ЧАП) (среди других лидеров: филолог Атнер Хузангай, поэт Валерий Тургай). По словам Хузангая, Краснов отрекся от этой партии, когда вопрос о его связях с ней был поднят на сессии Верховного совета Чувашской АССР: «Когда мы шли на выборы в Верховный Совет, ситуация была острой: Тургай держит голодовку перед Домом советов, на площади происходят стихийные митинги, звучат лозунги от имени ЧАП. Краснов тоже был членом нашей партии <…>. И вот на сессии Верховного Совета кто-то сказал, что есть такая партия ЧАП, которая якобы может устроить погромы. Прозвучала в связи с этим и фамилия Краснова. После этого Петр Степанович публично открестился от ЧАП, заявил, что не участвует в ее деятельности».
Драматург Борис Чиндыков: «монодраму „Хура чĕкеç“ <…> я написал <…> для Веры Кузьминой, денег мне не нужно, только поставьте. <…> но ставлю одно условие: если Вера Кузьмина не сыграет в этой роли или перестанет ее играть, договор сам собой теряет силу. <…> пьесу не хотели ставить на моих условиях. <…> Гажидма Домбаевна, сноха Веры Кузьминой, жена Атнера Хузангая, в это время она сходила к тогдашнему министру культуры республики Петру Краснову. И только по его указанию спектакль все-таки поставили».

## Отзывы
Газета «АиФ-Чувашия» полагала (2001), что П. С. Краснов мог стать кандидатом в Президенты Чувашской Республики и «считается доверенным человеком Федорова».
Владимир Тяпкин (Чувашский национальный конгресс): «Назначение Краснова в гуманитарный институт навеяло на меня романтические воспоминания о 80-х годах. Мы тогда там собирались, спорили о перестройке, мечтали о переменах. Там кипела работа в избирательных штабах демократически настроенных кандидатов. И Краснов был в самой гуще».

## Награды и звания

### Награды Российской Федерации
- Медаль «За заслуги в проведении Всероссийской переписи населения»,
- Медаль «За заслуги в проведении Всероссийской сельскохозяйственной переписи 2006 года»,
- Медаль «80 лет Госкомспорту России»,
- Медаль «15 лет МЧС России»,
- Нагрудный знак «Почётный работник Минтруда России»,
- Почетная грамота Государственного комитета Российской Федерации по физической культуре и туризму,
- Грамота Федеральной службы по техническому и экспортному контролю,
- Памятная медаль «XXII Олимпийские зимние игры и XI Паралимпийские зимние игры 2014 года в г. Сочи» (2014),
- Благодарность Министра культуры и массовых коммуникаций Российской Федерации (30 августа 2006 года) — за многолетний добросовестный труд и значительный вклад в развитие культуры[12].

### Награды Чувашской Республики
- Медаль ордена «За заслуги перед Чувашской Республикой»,
- Благодарность Главы Чувашской Республики,
- Почетная грамота Государственного Совета Чувашской Республики,
- Благодарность Государственного Совета Чувашской Республики.
- Памятная медаль «100-летие образования Чувашской автономной области» (2020)

### Общественные награды
- Лауреат Республиканской журналистской премии им. С. В. Эльгера (2006, награда Союза журналистов Чувашии; за сборник публицистических работ «Власть слова»).
- Лауреат премии Союза журналистов России в номинации «Журналистская книга» (2006, за книгу «Власть слова»)[13][14][15][16].

## Основные работы
- Воспитать наставника // Советская культура. 1983. 6 декабря. В соавторстве.
- Воспитатель или страж ворот? // Культурно-просветительная работа. 1984. № 6. С. 21-24. В соавторстве.
- Духовные потребности молодежи рабочих общежитий // Вопросы совершенствования подготовки кадров в народном хозяйстве Чувашской АССР: сб. ст. — Чебоксары: ЧНИИ, 1984. С. 54-61.
- Образ жизни рабочего общежития // Социологические методы изучения образа жизни / — ИСИ АН СССР. 1985. С. 64-78.
- Проблемы организации быта трудящейся молодежи // Социально-экономические проблемы использования трудовых ресурсов: сб. ст. / — Чебоксары: ЧНИИ, 1986. С. 46-51.
- Культурно-воспитательная работа как фактор организации содержательного досуга трудящейся молодежи // Вопросы совершенствования социалистического образа жизни: сб. ст. /  — Чебоксары: ЧНИИ, 1986. С. 45-53.
- Вопросы совершенствования идейно-воспитательной работы в трудовых коллективах // Социально-экономические факторы повышения эффективности труда в народном хозяйстве Чувашской АССР: сб. ст. / — Чебоксары: ЧНИИ, 1987. С. 34-46.
- Вопросы стимулирования трудовой активности рабочих промышленности Чувашской АССР в условиях ускорения социально-экономического развития // Социально-экономические проблемы труда в Чувашской АССР: сб. ст. /  — Чебоксары: ЧНИИ, 1988. С. 67-80.
- Демократизация — суть перестройки советского общества: методическое пособие. — Чебоксары, 1989. С. 75-81. Коллектив авторов.
- Некоторые методологические проблемы активизации человеческого фактора на производстве // Социально-экономические проблемы совершенствования человеческого фактора: сб. ст. /  — Чебоксары: ЧНИИ, 1989. С. 20-35.
- Некоторые социальные аспекты перехода на рыночные отношения в экономике // Проблемы развития народного хозяйства в условиях экономической самостоятельности: сб. ст. /  — Чебоксары: ЧНИИ, 1989. С. 53-73.
- Беседы с начинающим социологом. Чебоксары: Чуваш. кн. изд-во, 1989. 120 с. В соавторстве.
- К вопросу о структуре форм самоопределения наций // Тезисы докладов и сообщений региональной научной конференции. — Чебоксары, 1990. С. 31-33.
- Структура свободного времени городского населения Чувашской АССР // Социально-экономические проблемы образа жизни советских людей: сб. ст. /  — Чебоксары: ЧНИИ, 1990. С. 23-42.
- Некоторые социальные аспекты выборов народных депутатов СССР и ЧАССР // Там же. С. 124—135.
- Правовые и организационные основы демократизации общества в Чувашии // Государственный совет Чувашской Республики в системе органов государственной власти, его роль в социально-экономическом развитии республики. — Чебоксары, 2004. С. 50-54.
- Власть слова: анализ, полемика, прогноз: сб. ст., очерков, интервью. — Чебоксары: Союз журналистов Чувашии, 2006. 263 с.
- Законодательные акты Верховного Совета Чувашской Республики 12-го созыва как основа эффективного функционирования представительного органа государственной власти // Государственный совет Чувашской Республики: истоки, становление, проблемы и пути совершенствования законодательства.  — Чебоксары: 2014. С. 24-27 и др.